# خوان فرانسيسكو غارسيا
خوان فرانسيسكو غارسيا غارسيا (بالإسبانية: Juanfran García)‏ يعرف أيضا باسم خوان فران، من مواليد 15 يوليو 1975 في فالنسيا في إسبانيا، لاعب كرة قدم إسباني.
بدأ مسيرته الكروية مع نادي ليفانتي في عام 1994، ولعب معهم حتى عام 1997، وشارك معهم في 33 مباراة وسجل هدف واحد، وفي عام 1997 انتقل إلى نادي فالنسيا، ولعب معهم حتى عام 1999، وشارك معهم في 41 مباراة، وفي عام 1999 انتقل إلى نادي سيلتا فيغو، ولعب معهم حتى عام 2004، وشارك معهم في 126 مباراة وسجل 6 أهداف، وفي موسم 2004/2005 لعب مع نادي بشكتاش التركي، وفي موسم 2005/2006 لعب مع نادي أياكس أمستردام الهولندي، ومنذ عام 2006 وهو يلعب مع نادي ريال سرقسطة.
و قد لعب مع منتخب إسبانيا لكرة القدم.

## روابط خارجية
- خوان فرانسيسكو غارسيا على موقع الاتحاد الدولي (مؤرشف)  (الإنجليزية)
- خوان فرانسيسكو غارسيا على موقع اتحاد تركيا (لاعب) (الإنجليزية)
- خوان فرانسيسكو غارسيا على موقع قاعدة بيانات كرة القدم.إي يو (الإنجليزية)
- خوان فرانسيسكو غارسيا على موقع ناشيونال فوتبول تيمز (الإنجليزية)
- خوان فرانسيسكو غارسيا على موقع Soccerway.com (الإنجليزية)
- خوان فرانسيسكو غارسيا على موقع عالم كرة القدم.نت (الإنجليزية)
- خوان فرانسيسكو غارسيا على موقع AS.com (الإسبانية)